# Renault España
Renault España Sociedad Anónima, también conocida por su acrónimo RESA, es una de las mayores filiales de fabricación de Renault. La empresa, con sede en España, tiene instalaciones en Valladolid, Palencia y Sevilla,  con la mayoría de las oficinas administrativas en Madrid. Renault vende sus coches localmente a través de la filial RECSA. La empresa surgió del fabricante local de automóviles FASA, que montaba automóviles Renault desde 1953.

## Historia

### SAEAR
En 1908 Louis Renault fundó en España la Sociedad Anónima Española de Automóviles Renault o SAEAR, la segunda filial fuera del territorio francés después de la inglesa. La SAEAR mantuvo un crecimiento sostenido hasta la década de 1930, cuando empezó a mostrar gradualmente resultados deficitarios. Se vio afectada por la proliferación de barreras proteccionistas, la escasa demanda y el descenso de los precios de venta, factores que se vieron agravados por la Guerra Civil Española y la Segunda Guerra Mundial. A pesar de que en varias ocasiones se consideró la posibilidad de cerrar, Louis Renault optó por mantener su filial española con la esperanza de que la situación mejorara. La empresa diversificó su oferta, añadiendo la venta de tractores, autobuses, camiones, suministros de guerra, combustible y otros productos. También entró en el mercado de alquiler de coches.
En 1949, el éxito de los Renault 4CV permitió a la SAEAR reanudar el crecimiento de las importaciones. 

### FASA, FASA-Renault y RESA
En 1950, un grupo de industriales y empresarios encabezados por el militar Manuel Jiménez Alfaro y por Nicolás Franco, hermano de Francisco Franco y embajador en Portugal, solicitaron a la Régie Nationale des Usines Renault (RNUR) una licencia para el montaje de vehículos de la marca Renault en España. Paralelamente, el grupo presentó el proyecto al Departamento de Industria de Valladolid, por considerar que la ubicación era ideal para la nueva fábrica. Sin embargo, el proyecto dependía de la aprobación tanto del gobierno español como de la empresa nacional francesa, algo difícil en un momento en el que las relaciones franco-españolas estaban muy dañadas. En un principio, el entonces presidente de Renault, Pierre Lefaucheux, se opuso a la idea, pero más tarde dio su apoyo. En cuanto al gobierno español, la oposición provenía esencialmente del hecho de que existía un proyecto de creación de un monopolio estatal de la industria automovilística a través de SEAT. Finalmente, todos los permisos se consiguieron en 1951.
La producción de la nueva empresa, Fabricación de Automóviles Sociedad Anónima (FASA), comenzó en 1953, y ensambló unidades del modelo 4CV. SAEAR continuó a cargo de las ventas. En 1955 se amplían las instalaciones para producir automóviles íntegramente en la planta de Valladolid. Durante este tiempo se introdujeron el Renault Dauphine y el Renault 4. En 1965, la filial de ventas de Renault, que había cambiado su nombre por el de Renault España Sociedad Anónima (RESA) y FASA se fusionaron para formar FASA-Renault. Renault tenía una participación del 49,9% en la nueva empresa. Ese mismo año se abrieron dos nuevas fábricas: FACSA y FAMESA, la primera dedicada a la fabricación de elementos de carrocería y la segunda a la fabricación de piezas mecánicas, además de adquirir una fábrica en Sevilla dedicada a la fabricación de cajas de cambios. En 1976, Renault se convierte en accionista mayoritario. En 1978 se completó la construcción de una nueva fábrica en Palencia. Las ramas comercial y de fabricación de la empresa se dividieron de nuevo en 1994, cuando Renault creó Renault España Comercial Sociedad Anómima (RECSA) para gestionar las ventas de automóviles.
En el año 2000, FASA-Renault se convirtió en una filial al 100% de Renault, llamándose Renault España Sociedad Anónima. En 2016, Renault vendió 169243 vehículos de Renault y Dacia en el mercado español. En 2017, la compañía fabricó el vehículo número 16.000.000 en España.

## Instalaciones

### Administración
El domicilio social de Renault España está en Valladolid, pero la mayor parte de las actividades de gestión del grupo Renault en España se realizan a través de su sede en Madrid.

### Fábricas

#### Valladolid

##### Vehículos
La planta de ensamblaje de automóviles de Valladolid, que comprende dos edificios de 31,4 hectáreas, produce a partir de 2014 el Renault Captur y el Renault Twizy.

##### Motores
La planta de motores de Valladolid ocupa una superficie de 14,5 hectáreas y en 2016 se fabricaron 1,57 millones de unidades.

#### Palencia
La planta de Palencia tiene una superficie de 30,4 hectáreas y es uno de los mayores fabricantes del Renault Mégane del mundo, con el 58 % de la producción del modelo en 2011. En 2015, la planta añadió la producción del Renault Kadjar.

#### Sevilla
En la planta de Sevilla se fabrican cajas de cambios. En 2016 se fabricaron 1,07 millones de unidades.